# Adri van Tiggelen
Adrianus A. "Adri" van Tiggelen (16 de junho de 1957) é um ex-futebolista neerlandês que atuava como zagueiro. 

## Carreira

### Clubes
Apelidado de "De Spijker" ("A Unha"), iniciou sua carreira profissional no Sparta Rotterdam (1978-83), depois se transferiu para o FC Groningen (1983-86), Anderlecht (1986-91), e PSV Eindhoven (1991-94). 
Van Tiggelen se aposentou no FC Dordrecht na temporada 1994-95. Em julho de 2005 treinou o Sparta como técnico-interino na Eredivisie. 

## Seleção
Jogou 56 partidas pela seleção neerlandesa e não marcou gol algum. Ele fez parte da seleção campeã da Euro 88 na Alemanha Ocidental.

## Treinador
Atualmente é treinador das categorias de base do Sparta, equipe onde foi lançado ao futebol.

## Títulos
Anderlecht
- Campeonato Belga de Futebol: 1987, 1991
- Copa da Bélgica: 1988, 1989
- Supercopa da Bélgica: 1987

PSV Eindhoven
- Campeonato Neerlandês de Futebol: 1992
- Supercopa dos Países Baixos: 1992

Países Baixos
- Campeonato Europeu de Futebol: 1988